# TNG (reper)
Aleksandar Gavrić (2001, Beograd), poznatiji kao TNG, srpski je reper i trep izvođač.
Pseudonim TNG je skraćenica od izraza "taj neki gas". Muzikom se bavi od svoje 20. godine. TNG je  imao saradnju sa Surreal-om, Rouzijem i drugim izvođačima, počeo je da sarađuje i sa Basivitijem. U vezi je sa Mimi Mercedez.

## Diskografija

### Albumi
- EP: 31-29 (2022)
- EP: Deep in Trap (2024)
- EP: Dilerijum (2025)

### Singlovi
- Kidam(2021)
- VMA(2021)
- 357(2021)
- 696(2021)
- Off Road (2022)
- Frajburg (2022)
- Zovi opet (2022)
- Gentleman (2023)
- Koeko (2023)
- Gentleman (2023)
- Op Op (2023)
- 24 (2023)
- Kerozin (2023)
- klizavi izlazi(2023)
- Na mapi (2024)
- Eastcoast (2024)
- Holandez (2024)
- Coki (2024)
- Future (2025)
- Svaki dan u trepu(2025)
- Versace(2025)
- U zoni(2025)